# Ovídio Saraiva de Carvalho e Silva
Ovídio Saraiva de Carvalho e Silva (Vila de São João da Parnaíba, 1784 - Piraí, 11 de janeiro de 1852 ) foi um poeta, magistrado e político brasileiro tendo sido eleito como um dos representantes brasileiros, pelo Piauí, às Cortes Gerais e Extraordinárias da Nação Portuguesa, mas não compareceu e foi substituído pelo suplente Domingos da Conceição.Foi um dos autores de versões para hino nacional, com a poesia "sete de abril", na década de 1830.